# Doctor Strange (film)
Doctor Strange je americký akční film z roku 2016, který natočil režisér Scott Derrickson podle komiksů o Doctoru Strangeovi. V titulní roli neurochirurga, jenž se naučí mystickým uměním a musí zachránit Zemi před hrozbou z jiné dimenze, se představil Benedict Cumberbatch. Jedná se o čtrnáctý celovečerní snímek filmové série Marvel Cinematic Universe.

## Příběh
Kouzelník Kaecilius vstoupí se svými stoupenci do tajného místa zvaného Kamar-Taj, které se nachází v nepálském Káthmándú, zabije knihovníka a z pradávného mystického svazku ukradne několik stránek. Kniha patří Prastaré (v originále Ancient One), velmi dlouho žijící kouzelnici, která učila mystickému umění („magii“) každého studenta v Kamar-Taji, včetně Kaecilia. Ta se vydá zrádce pronásledovat, ale uprchnou.
Stephen Strange je uznávaný, ale arogantní newyorský neurochirurg. Při autonehodě se vážně zraní a kvůli nevratně poraněným rukám už nemůže operovat. Jeho kolegyně a bývalá milenka Christine Palmerová se mu snaží pomoct po psychické stránce, aby se se svým osudem smířil, nicméně Strange hledá cesty, jak se vyléčit a vrátit ke své práci. Nakonec pozná Jonathana Pangborna, paraplegika, který se záhadně zcela uzdravil. Ten Strangeovi řekne o Kamar-Taji. Doktor se vydá do Nepálu, kde se jej ujme Mordo, jeden z kouzelníků. Prastará ukáže Strangeovi svoji moc, astrální roviny a jiné dimenze, včetně Zrcadlové. Nakonec souhlasí, že Strange bude trénovat, i když jí vadí jeho arogance, která jí připomíná Kaecilia.
Strange pod dohledem Prastaré a Morda studuje mystická umění, pomáhá si také starými knihami z knihovny, kterou nyní spravuje mistr Wong. Dozví se, že Země je chráněna před hrozbami z jiných dimenzí pomocí štítu, generovaného ze tří tzv. Svatyní, které se nachází v New Yorku, Londýně a Hongkongu a které jsou propojeny přes Kamar-Taj. Úkolem kouzelníků je chránit Svatyně. Pangborn se ale rozhodl využít mystickou energii pouze pro své vyléčení, aby mohl zase chodit. Strange ve svém studiu rychle pokračuje a tajně si přečte i svazek, ze kterého Kaecilius ukradl stránky. Naučí se z něj pomocí mystického amuletu, zvaného Oko Agamottovo (v originále Eye of Agamotto), ohýbat čas. Mordo a Wong jej ale varují, že porušovat přírodní zákony je nebezpečné, a zmíní Kaecilia, který prahne po věčném životě.
Kaecilius použije ukradené stránky ke zkontaktování mocné bytosti Dormammu z Temné dimenze, kde neexistuje čas, a zničí londýnskou Svatyni, aby oslabil pozemskou ochranu. Jeho stoupenci zaútočí na newyorskou Svatyni, kde zabijí jejího strážce, nicméně Strange je s pomocí Levitačního pláště (v originále Cloak of Levitation) zadrží, dokud nepřijdou Mordo a Prastará. Kaecilius odhalí, že dlouhý život Prastaré souvisí s jejím využíváním síly Temné dimenze, z čehož jsou Strange a Mordo zklamaní. Odpadlík rovněž Prastarou smrtelně zraní a uteče do Hongkongu. Učitelka před svou smrtí poví Strangeovi, že i on bude muset kvůli Mordově tvrdohlavosti si přizpůsobit pravidla, aby dokázal porazit Kaecilia. Oba bojovníci zamíří do Hongkongu, tam však najdou mrtvého Wonga, zničenou Svatyni a Temnou dimenzi pohlcující Zemi. Strange použije Oko, čímž vrátí čas a zachrání Wonga. Následně vytvoří uvnitř Temné dimenze časovou smyčku, která uvězní jeho a Dormammu. Dormammu mnohokrát Strange zabije, nakonec však zjistí, že z časové smyčky se nedostane, a přistoupí na kouzelníkovu podmínku, aby opustil Zemi a vzal s sebou i Kaecilia a jeho stoupence.
Mordo, který je znechucen porušováním přírodních zákonů ze strany Prastaré i Strange, odejde. Strange vrátí Oko do Kamar-Taje a sám se usídlí v newyorské Svatyni, kde pokračuje ve studiích. Tam dorazí i Thor, který na Zemi přivedl svého bratra Lokiho, aby našli svého otce Odina; Strange mu slíbí pomoc. Mordo, který si myslí, že je na Zemi příliš kouzelníků, se setká s Pangbornem a ukradne mu mystickou energii, čímž zůstane ochrnutý.

## Obsazení

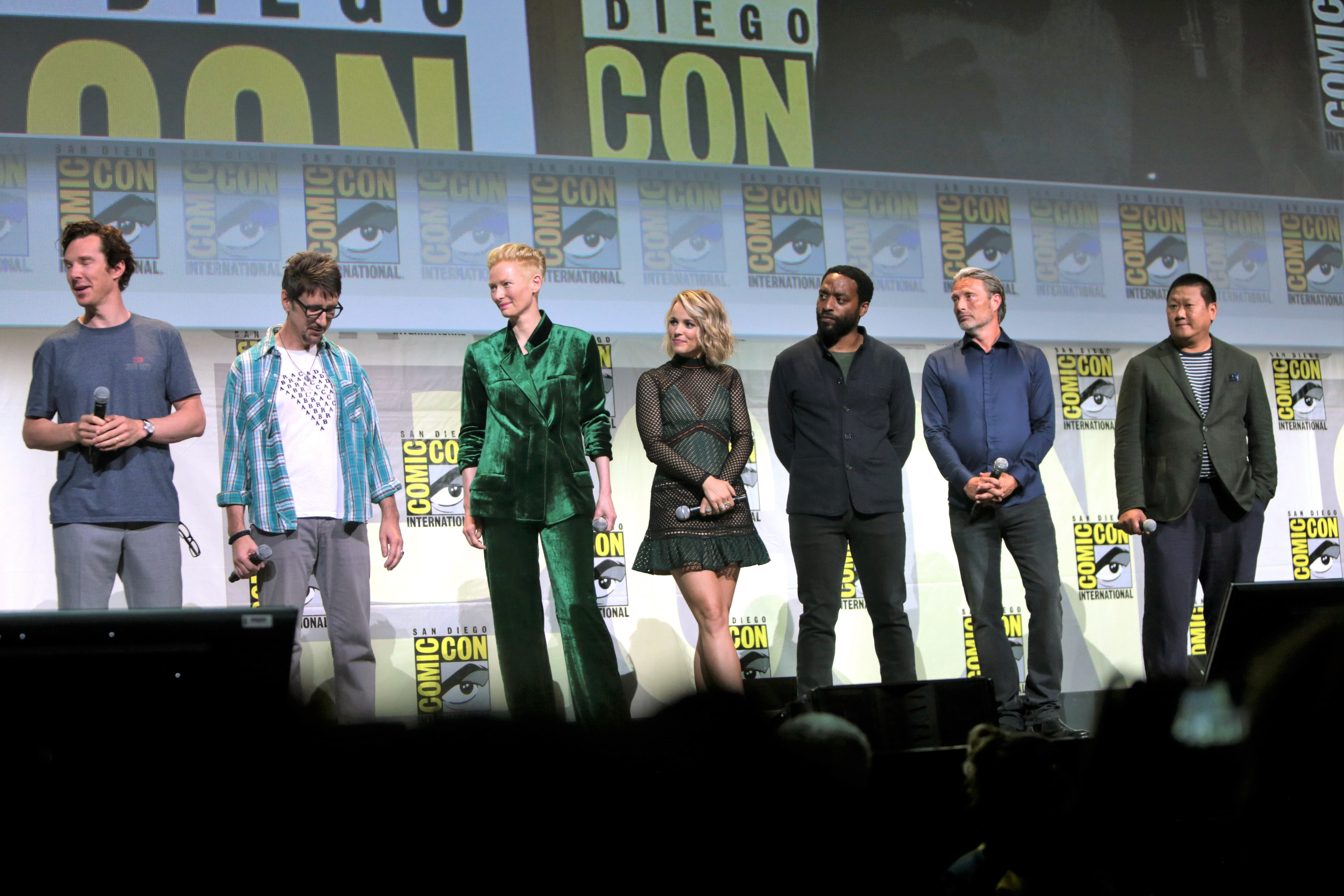
Herci propagující film na Comic-Conu v San Diegu. Zleva Cumberbatch, režisér Derrickson, Swintonová, McAdamsová, Ejiofor, Mikkelsen a Wong

- Benedict Cumberbatch (český dabing: Josef Pejchal) jako doktor Stephen Strange
- Chiwetel Ejiofor (český dabing: Vilém Udatný) jako Karl Mordo
- Rachel McAdamsová (český dabing: Anna Brousková) jako doktorka Christine Palmerová
- Benedict Wong (český dabing: Igor Bareš) jako Wong
- Michael Stuhlbarg (český dabing: Jan Vondráček) jako doktor Nicodemus West
- Benjamin Bratt (český dabing: Luděk Čtvrtlík) jako Jonathan Pangborn
- Scott Adkins (český dabing: ?) jako Lucian
- Mads Mikkelsen (český dabing: Daniel Rous) jako Kaecilius
- Tilda Swintonová (český dabing: Simona Postlerová) jako Prastará (v originále Ancient One)

V dalších rolích se představili také Amy Landeckerová (Brunerová), Mark Anthony Brighton (Daniel Drumm) a Topo Wresniwiro (Hamir). V cameo rolích se ve filmu objevili i Chris Hemsworth (Thor) a Stan Lee (cestující v autobusu).

## Produkce

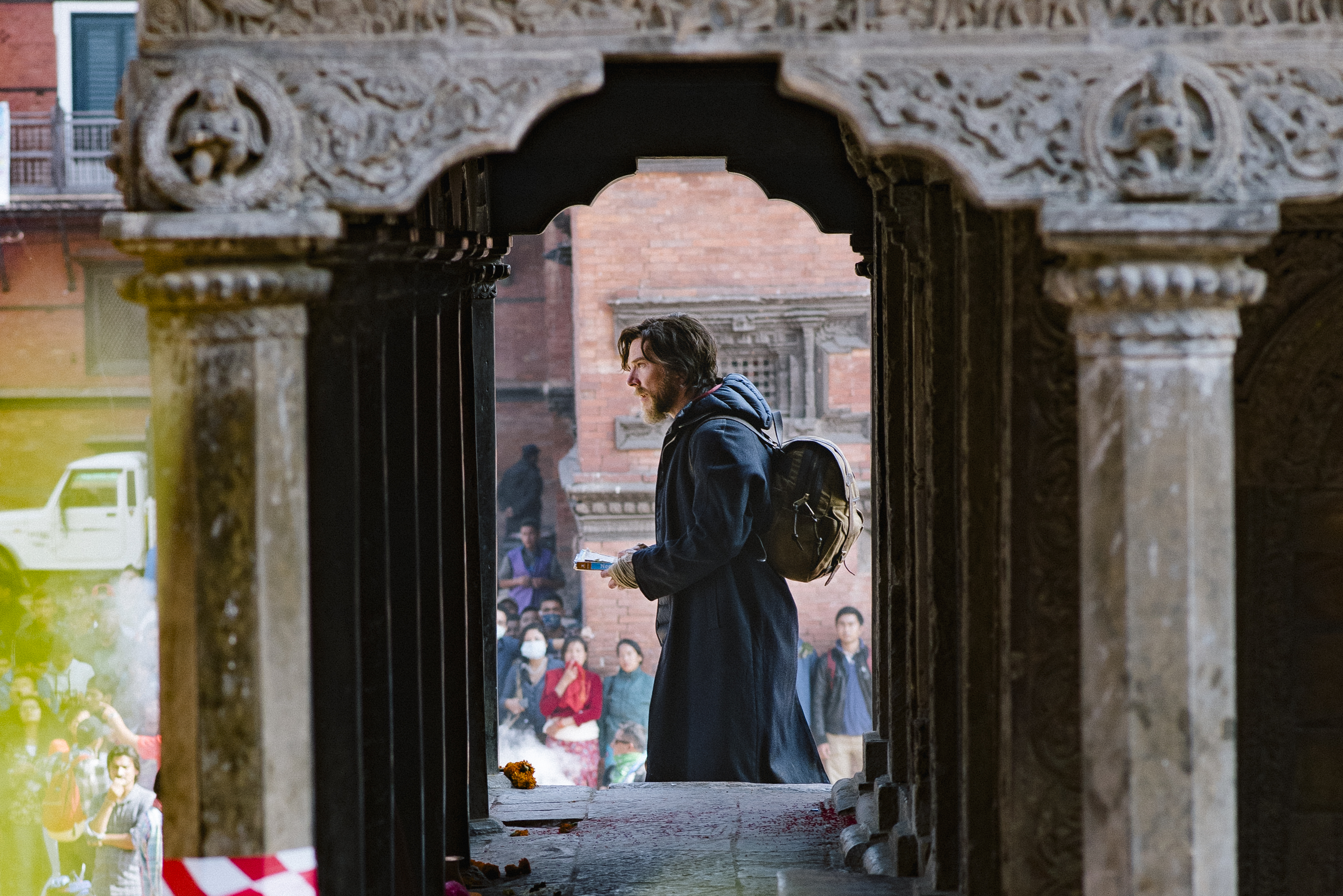
Benedict Cumberbatch při natáčení snímku v Káthmándú

Plány na celovečerní film o Doctoru Strangeovi se poprvé objevily v polovině 80. let 20. století. Během dalších let byla práva ke snímku různě přeprodávána a různé produkční společnosti se pokoušely o vlastní verze, nikdy však žádný film nebyl realizován. Marvel Entertainment získal práva zpět v roce 2005. Marvel Studios najalo v roce 2010 Thomase Deana Donnellyho a Joshuu Oppenheimera na vytvoření scénáře snímku o Strangeovi. V lednu 2013 potvrdil producent a prezident studia Kevin Feige, že Doctor Strange bude součástí tzv. „třetí fáze“ filmové série Marvel Cinematic Universe. Jako režisér chystaného snímku byl v červnu 2014 oznámen Scott Derrickson, scénář měl napsat Jon Spaihts. Premiéra snímku byla stanovena na 8. července 2016.
Poměrně dlouho trvalo obsazování titulní role. Derrickson, Spaihts i Marvel si do role Stephena Strange představovali Benedicta Cumberbatche, ten však nemohl kvůli závazkům v jiných projektech. V průběhu druhé poloviny roku 2014 se objevovala různá jména, ke kandidátům Marvelu patřili Jared Leto, Ethan Hawke, Oscar Isaac, Ewan McGregor, Matthew McConaughey, Jake Gyllenhaal, Colin Farrell a Keanu Reeves. Marvel se však nakonec s Cumberbatchem dohodl, což oznámil v prosinci 2014. Kvůli němu posunul o několik měsíců natáčení i premiéru snímku. Díky tomuto přesunu se mohl na scénáři podílet i režisér Derrickson, který si s sebou přivedl C. Roberta Cargilla. V létě 2015 bylo oznámeno obsazení dalších rolí, k ohlášeným hercům mj. patřili Tilda Swintonová, Chiwetel Ejiofor, Mads Mikkelsen a Rachel McAdamsová.
Natáčení snímku s rozpočtem 165 milionů dolarů probíhalo od listopadu 2015 do dubna 2016. Dotáčky byly provedeny v srpnu 2016. První potitulkovou scénu s Thorem napsal a režíroval Taika Waititi, režisér snímku Thor: Ragnarok, který se v té době ještě nezačal ani točit. Scéna byla zakomponována přímo do Ragnaroku a její sestříhaná část byla využita jako potitulková scéna v Doctoru Strangeovi.

## Vydání
Světová premiéra filmu Doctor Strange proběhla v Hongkongu 13. října 2016. Do kin byl uváděn od 25. října téhož roku, přičemž v ČR se v kinodistribuci objevil 27. října a v USA 4. listopadu 2016.

## Přijetí

### Tržby
V Severní Americe, kde byl promítán v 3882 kinech, utržil snímek 232 641 920 dolarů, v ostatních zemích dalších 445 076 475 dolarů. Celosvětové tržby tak dosáhly 677 718 395 dolarů. Během úvodního víkendu utržil v Severní Americe přes 85 milionů dolarů.
V České republice byl film uveden distribuční společností Falcon v 95 kinech. Za první víkend snímek utržil 11,3 milionů korun při návštěvnosti 72 877 diváků, celkově 33,5 milionů korun při návštěvnosti 218 154 diváků.

### Filmová kritika
Server Kinobox.cz na základě vyhodnocení 22 recenzí z českých internetových stránek ohodnotil film Doctor Strange 79 %. Server Rotten Tomatoes udělil snímku známku 7,3/10 a to na základě 302 recenzí (z toho 270 jich bylo spokojených, tj. 89 %). Od serveru Metacritic získal film, podle 49 recenzí, celkem 72 ze 100 bodů.

### Ocenění
| Rok  | Ocenění                                      | Kategorie                                                      | Nominovaný                                                                                 | Výsledek  | Zdroje        |
| ---- | -------------------------------------------- | -------------------------------------------------------------- | ------------------------------------------------------------------------------------------ | --------- | ------------- |
| 2016 | Evening Standard British Film Awards         | Nejlepší herec                                                 | Benedict Cumberbatch                                                                       | nominace  | [ 34 ]        |
| 2016 | Evening Standard British Film Awards         | Nejlepší herec ve vedlejší roli                                | Chiwetel Ejiofor                                                                           | nominace  | [ 34 ]        |
| 2016 | Hollywood Film Awards                        | Nejlepší vizuální efekty                                       | Stephane Ceretti a Richard Bluff                                                           | vítězství | [ 35 ]        |
| 2016 | Hollywood Music in Media Awards              | Nejlepší hudba – sci-fi/fantasy film                           | Michael Giacchino                                                                          | nominace  | [ 36 ]        |
| 2016 | Critics' Choice Awards                       | Nejlepší masky                                                 | Doctor Strange                                                                             | nominace  | [ 37 ]        |
| 2016 | Critics' Choice Awards                       | Nejlepší vizuální efekty                                       | Doctor Strange                                                                             | nominace  | [ 37 ]        |
| 2016 | Critics' Choice Awards                       | Nejlepší akční film                                            | Doctor Strange                                                                             | nominace  | [ 37 ]        |
| 2016 | Critics' Choice Awards                       | Nejlepší herec v akčním filmu                                  | Benedict Cumberbatch                                                                       | nominace  | [ 37 ]        |
| 2016 | Critics' Choice Awards                       | Nejlepší herečka v akčním filmu                                | Tilda Swintonová                                                                           | nominace  | [ 37 ]        |
| 2016 | Critics' Choice Awards                       | Nejlepší sci-fi/hororový film                                  | Doctor Strange                                                                             | nominace  | [ 37 ]        |
| 2016 | San Diego Film Critics Society               | Nejlepší vizuální efekty                                       | Doctor Strange                                                                             | nominace  | [ 38 ]        |
| 2016 | St. Louis Gateway Film Critics Association   | Nejlepší akční film                                            | Doctor Strange                                                                             | nominace  | [ 39 ]        |
| 2016 | St. Louis Gateway Film Critics Association   | Nejlepší hororový/sci-fi film                                  | Doctor Strange                                                                             | nominace  | [ 39 ]        |
| 2016 | St. Louis Gateway Film Critics Association   | Nejlepší vizuální efekty                                       | Doctor Strange                                                                             | nominace  | [ 39 ]        |
| 2016 | Florida Film Critics' Circle                 | Nejlepší vizuální efekty                                       | Doctor Strange                                                                             | nominace  | [ 40 ]        |
| 2017 | Houston Film Critics Society                 | Technické ocenění – vizuální efekty                            | Doctor Strange                                                                             | nominace  | [ 41 ]        |
| 2017 | People's Choice Awards                       | Nejoblíbenější blockbuster konce roku                          | Doctor Strange                                                                             | nominace  | [ 42 ]        |
| 2017 | Screen Actors Guild Awards                   | Nejlepší výkon kaskaderského souboru ve filmu                  | Doctor Strange                                                                             | nominace  | [ 43 ]        |
| 2017 | Annie Awards                                 | Ocenění za animované efekty použité ve filmu                   | Terry Bannon, Nicholas Tripodi, Daniel Fotheringham, Matt Weaver a Julien Boudou           | vítězství | [ 44 ]        |
| 2017 | Visual Effects Society Awards                | Nejlepší vizuální efekty ve fotoreálném celovečerním filmu     | Stephane Ceretti, Susan Pickett, Richard Bluff, Vincent Cirelli a Paul Corbould            | nominace  | [ 45 ]        |
| 2017 | Visual Effects Society Awards                | Nejlepší kreativní prostředí ve fotoreálném celovečerním filmu | Londýn – Brendan Seals, Raphael A. Pimentel, Andrew Zink a Gregory Ng                      | nominace  | [ 45 ]        |
| 2017 | Visual Effects Society Awards                | Nejlepší kreativní prostředí ve fotoreálném celovečerním filmu | New York – Adam Watkins, Martijn van Herk, Tim Belsher a Jon Mitchell                      | vítězství | [ 45 ]        |
| 2017 | Visual Effects Society Awards                | Nejlepší virtuální kamera ve fotoreálném projektu              | New York, Zrcadlová dimenze – Landis Fields, Mathew Cowie, Frederic Medioni a Faraz Hameed | nominace  | [ 45 ]        |
| 2017 | Visual Effects Society Awards                | Nejlepší simulace efektů ve fotoreálném celovečerním filmu     | Hongkong, ničení pozpátku – Florian Witzel, Georges Nakhle, Azhul Mohamed a David Kirchner | nominace  | [ 45 ]        |
| 2017 | Visual Effects Society Awards                | Nejlepší kompozitní scéna ve fotoreálném celovečerním filmu    | New York – Matthew Lane, Jose Fernandez, Ziad Shureih a Amy Shepard                        | nominace  | [ 45 ]        |
| 2017 | Art Directors Guild Awards                   | Nejlepší výprava ve fantasy filmu                              | Charles Wood                                                                               | nominace  | [ 46 ]        |
| 2017 | British Academy Film Awards                  | Nejlepší masky                                                 | Doctor Strange                                                                             | nominace  | [ 47 ]        |
| 2017 | British Academy Film Awards                  | Nejlepší výprava                                               | Doctor Strange                                                                             | nominace  | [ 47 ]        |
| 2017 | British Academy Film Awards                  | Nejlepší vizuální efekty                                       | Doctor Strange                                                                             | nominace  | [ 47 ]        |
| 2017 | Cinema Audio Society Awards                  | Hraný celovečerní film                                         | Doctor Strange                                                                             | nominace  | [ 48 ]        |
| 2017 | Costume Designers Guild Awards               | Nejlepší fantasy film                                          | Alexander Byrne                                                                            | vítězství | [ 49 ]        |
| 2017 | Make-Up Artists & Hair Stylists Guild Awards | Nejlepší masky v celovečerním filmu                            | Jeremy Woodhead                                                                            | nominace  | [ 50 ]        |
| 2017 | Make-Up Artists & Hair Stylists Guild Awards | Nejlepší vizuální efekty masek v celovečerním filmu            | Jeremy Woodhead                                                                            | nominace  | [ 50 ]        |
| 2017 | Satellite Awards                             | Nejlepší vizuální efekty                                       | Doctor Strange                                                                             | nominace  | [ 51 ]        |
| 2017 | Academy Awards                               | Nejlepší vizuální efekty                                       | Stephane Ceretti, Richard Bluff, Vincent Cirelli a Paul Corbould                           | nominace  | [ 52 ]        |
| 2017 | Empire Awards                                | Nejlepší sci-fi/fantasy film                                   | Doctor Strange                                                                             | nominace  | [ 53 ] [ 54 ] |
| 2017 | Empire Awards                                | Nejlepší herec                                                 | Benedict Cumberbatch                                                                       | nominace  | [ 53 ] [ 54 ] |
| 2017 | Empire Awards                                | Nejlepší kostýmy                                               | Doctor Strange                                                                             | nominace  | [ 53 ] [ 54 ] |
| 2017 | Empire Awards                                | Nejlepší vizuální efekty                                       | Doctor Strange                                                                             | vítězství | [ 53 ] [ 54 ] |
| 2017 | Empire Awards                                | Nejlepší výprava                                               | Doctor Strange                                                                             | nominace  | [ 53 ] [ 54 ] |
| 2017 | Nebula Awards                                | Cena Raye Bradburyho pro nejlepší dramatickou prezentaci       | Doctor Strange                                                                             | nominace  | [ 55 ]        |
| 2017 | Saturn Awards                                | Nejlepší film inspirovaný komiksem                             | Doctor Strange                                                                             | vítězství | [ 56 ] [ 57 ] |
| 2017 | Saturn Awards                                | Nejlepší režie                                                 | Scott Derrickson                                                                           | nominace  | [ 56 ] [ 57 ] |
| 2017 | Saturn Awards                                | Nejlepší herec                                                 | Benedict Cumberbatch                                                                       | nominace  | [ 56 ] [ 57 ] |
| 2017 | Saturn Awards                                | Nejlepší herečka ve vedlejší roli                              | Tilda Swintonová                                                                           | vítězství | [ 56 ] [ 57 ] |
| 2017 | Saturn Awards                                | Nejlepší filmový scénář                                        | Jon Spaihts, Scott Derrickson a C. Robert Cargill                                          | nominace  | [ 56 ] [ 57 ] |
| 2017 | Saturn Awards                                | Nejlepší výprava                                               | Charles Wood                                                                               | nominace  | [ 56 ] [ 57 ] |
| 2017 | Saturn Awards                                | Nejlepší hudba                                                 | Michael Giacchino                                                                          | nominace  | [ 56 ] [ 57 ] |
| 2017 | Saturn Awards                                | Nejlepší kostýmy                                               | Alexander Byrne                                                                            | nominace  | [ 56 ] [ 57 ] |
| 2017 | Saturn Awards                                | Nejlepší masky                                                 | Jeremy Whitewood                                                                           | nominace  | [ 56 ] [ 57 ] |
| 2017 | Saturn Awards                                | Nejlepší speciální/vizuální efekty                             | Stephane Ceretti, Richard Bluff, Vincent Cirelli a Paul Corbould                           | nominace  | [ 56 ] [ 57 ] |
| 2017 | Teen Choice Awards                           | Oblíbený fantasy film                                          | Doctor Strange                                                                             | nominace  | [ 58 ]        |
| 2017 | Teen Choice Awards                           | Oblíbený herec ve fantasy                                      | Benedict Cumberbatch                                                                       | nominace  | [ 58 ]        |
| 2017 | Teen Choice Awards                           | Oblíbená herečka ve fantasy                                    | Rachel McAdamsová                                                                          | nominace  | [ 58 ]        |
| 2017 | Dragon Awards                                | Nejlepší sci-fi nebo fanatsy film                              | Doctor Strange                                                                             | nominace  | [ 59 ]        |

### Navazující filmy
Díky komerčnímu úspěchu snímku byl v roce 2022 uveden do kin filmový sequel Doctor Strange v mnohovesmíru šílenství , který je rovněž součástí série Marvel Cinematic Universe (MCU). Postava Doctora Strange se v podání Benedicta Cumberbatche objevila i v některých dalších snímcích MCU.